# Sad Lovers & Giants
Sad Lovers & Giants ist eine britische Rockband aus Watford, Hertfordshire, die 1981 gegründet wurde.
Im Laufe der Jahre wechselte das Line-up der Gruppe mehrfach und es gab auch immer wieder längere Phasen, in denen sie gar nicht oder nur selten aktiv war. Nach den ersten beiden Alben verließ Gitarrist Tristan Garel-Funk die Band, um die Gruppe The Snake Corps zu formieren. 
Musikalisch lebt die New-Wave-Band von der Stimme von Garçe Allard, die etwas an den jungen Jim Kerr von den Simple Minds erinnert und den Gitarrenklängen von Tony McGuinness, die nicht so effektbeladen, aber sehr soundbildend sind. 
Stilistisch wird die Formation oft mit den englischen Bands The Cure, The Chameleons oder The Alarm verglichen. Auch wurden Stücke zusammen mit der niederländischen Gruppe The Essence eingespielt. 

## Diskografie
- Epic Garden Music (Midnight, 1982, CD-Veröffentlichung 1987)
- Feeding the Flame (Midnight, 1983, CD-Veröffentlichung 1987, Wiederveröffentlichung 2009)
- In the Breeze (Midnight, 1984)
- Total Sound (Midnight, 1986)
- The Mirror Test (Midnight, 1987)
- Les Annees Vertes (Midnight, 1988)
- Headland (Midnight, 1990)
- Treehouse Poetry (Midnight, 1991)
- E-Mail from Eternity (Anagram Records, 1996, Best of)
- La Dolce Vita (Voight-Kampff Records, 1999, Live in Lausanne)
- Headland and Treehaous Poetry (Voight-Kampff Records, 2001)
- Melting in the Fullness of Time (Voight-Kampff Records, 2003)
- Where The Light Shines Through - The Bigger Picture ( Boxset, Werkschau, Cherry red records, 2017 )
- Mission Creep (Voight-Kampff Records, 2018)